# Johann Wilhelm Hittorf
Johann Wilhelm Hittorf (Bonn, 1824. március 27. – Münster, 1914. november 28.) német fizikai kémikus, egyetemi tanár.

## Élete, munkássága

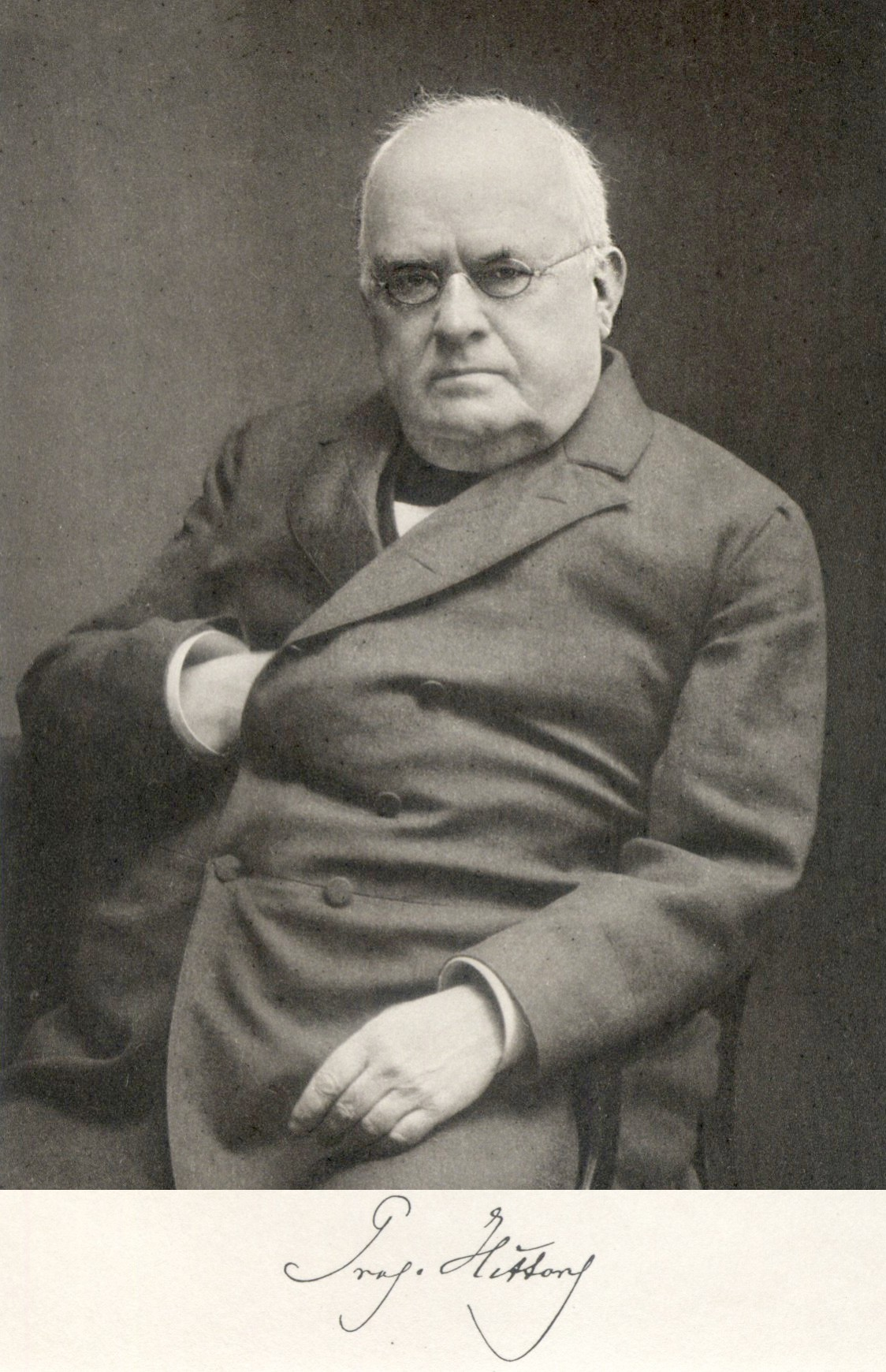
Hittorf 1904 körül

Az egyetemet befejezve Münsterbe költözött. Az az ottani egyetemen habilitált, majd lett 1852-ben a fizika és a kémia professzora. 
Kezdetben a foszfor és a szelén allotrop módosulatainak tulajdonságait vizsgálta.
Későbbi kutatási területei:
- izzó gázok spektrumai;
- gázok elektromos vezetőképessége, ide értve a láng (tehát az égő gázok) elektromos vezetőképességét is;
- oldatok és keverékek elektrolízise;
- ionvándorlás az elektrolízis közben;
- elektromos kisülések ritkított gázokban.

A katódsugárzás vizsgálatához megkonstruálta az erősen ritkított gázokat tartalmazó és utóbb róla elnevezett Hittorf-csövet. 1869-ben rájött, hogy a a katódról kilépő részecskék a különböző anyagi minőségű és nyomású gázokban eltérő (színű) fényjelenségeket hoznak létre. Észrevette, hogy ha a katódsugarak útjába valamiyen tárgyat helyezünk, akkor a tárgy mögött elhelyezett ernyőn megjelenik annak árnyéka, tehát a katódsugarak egyenes vonalban terjednek. Ezek a kutatásai nagyban hozzájárultak a röntgensugarak későbbi felfedezéséhez, valamint előkészítették a vákuumdióda későbbi feltalálását is. 
Kimutatta, hogy a katódsugárzást a mágneses tér eltéríti. Az eltérítés mértékéből ki lehetett számítani a töltött részecske (a későbbi elektron) töltését.
Az elektrolízist kutatva megállapította, hogy egyes ionok gyorsabban mozognak másoknál.

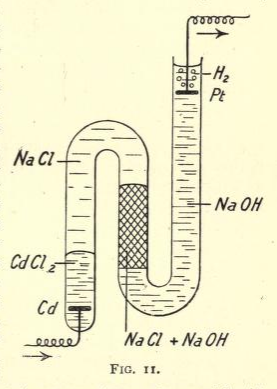
Hittorf ionszeparáló berendezése

1890-ben vonult nyugdíjba.

## Fontosabb publikációi
- J. W. Hittorf and J. Plücker: On the spectra of ignited gases and vapours with especial regard to the same elementary gaseous substance. Phil. Trans. Royal Soc. (London) 155, 1 (1865) (Volltext).